# نوفا إيبيكسونا
نوفا إيبيكسونا هي بلدية في ولاية بارا في المنطقة الشمالية من البرازيل.